# 관객 (희곡)

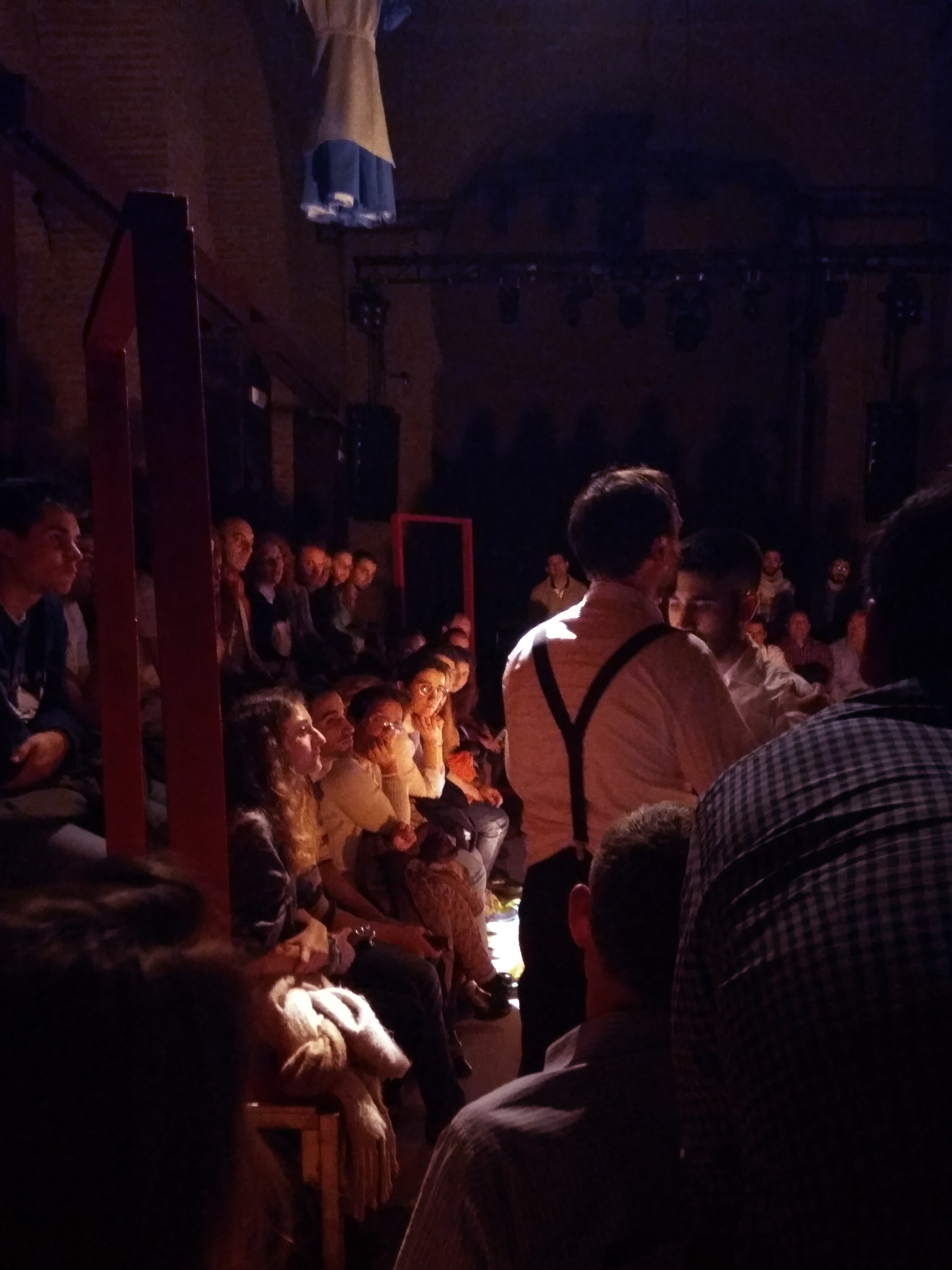

《관객》(El Público)은 페데리코 가르시아 로르카의 희곡 세계에서 대담할 만큼 실험적인 작품이다. 우리는 이 작품에서, 1920년대 유럽 희곡을 장악했던 초현실주의와 피란델로와 브레히트가 제기한 반 아리스토텔레스적인 연극론을 어렵지 않게 읽어 낼 수 있다.

## 배경
1929년까지 로르카는 희곡 몇 편을 쓰고 무대에 올렸지만, 희곡보다는 시에서 재능을 더 드러내고 있었다. 우리는 그러면서도 그가 전위적인 무대에 지속적인 관심을 가지고 있었음을 알고 있다. 예를 들어, 상업적으로 실패로 끝난 ＜나비의 저주(El maleficio de la mariposa)＞와 ＜버스터 키튼의 산책(El paseo de Buster Keaten)＞은 전위주의 연극에 대한 로르카의 소극적인 시도로 평가할 수 있다.
로르카는 ＜관객＞에서 완벽한 초현실주의자가 되었다. 전통적인 관객과 한판 승부를 벌이고, 무대와 관객 사이의 거리를 벌려 놓고, “공연 불가능한” 작품을 감상하도록 요구한다. 작품에서는 두 가지 무대가 거론된다. 지하에서 펼쳐지는 ‘아레나 밑의 연극’과 지상에서 펼쳐지는 ‘야외 연극’. 작품에서 연출가는 지하 연극이 진정한 연극이라고, 예술적 진실을 전해 주는 연극이라고 주장한다. 초현실주의자들이 재현 예술의 외면적 사실주의에서 벗어나, 인간 내면에 숨어 있는 진정한 실제를 드러내려고 했듯이. 로르카는 이 작품에서 관객을 무대의 내면, 그 내면에 잠재된 “숨은 힘”으로 내몰고 있다.